# Pierre Nolf
Pierre Nolf (Ypres, 26 de julho de 1873 — Bruxelas, 14 de setembro de 1953) foi um médico e político belga.
In 1925 foi nomeado para o Nobel de Fisiologia ou Medicina. Em 1940 recebeu o Prêmio Francqui de Biologia a Ciências Médicas.